# Llista de presidents de Somàlia
Els presidents de Somàlia a partir de la independència l'1 de juliol de 1960, han estat:

## List
|  | Name                                                        | Portrait | Birth–Death | Elected   | Took office       | Left office                    | Political party                           |
|  | ----------------------------------------------------------- | -------- | ----------- | --------- | ----------------- | ------------------------------ | ----------------------------------------- |
|  | • Somali Republic (1960–1969) •                             |          |             |           |                   |                                |                                           |
|  | Aden Adde                                                   |          | 1908–2007   | 1960      | 1 July 1960       | 10 June 1967                   | SYL                                       |
|  | Abdirashid Shermarke                                        |          | 1919–1969   | 1967      | 10 June 1967      | 15 October 1969 (Assassinated) | SYL                                       |
|  | Sheikh Mukhtar Mohamed Hussein Acting President             |          | 1912–2012   | —         | 15 October 1969   | 21 October 1969 (Deposed)      | SYL                                       |
|  | • Somali Democratic Republic (1969–1991) •                  |          |             |           |                   |                                |                                           |
|  | Siad Barre                                                  |          | 1919–1995   | 1980 1986 | 21 October 1969   | 26 January 1991 (Deposed)      | Military / SRSP                           |
|  | • Interim Government of Somalia (1991–1997) •               |          |             |           |                   |                                |                                           |
|  | Ali Mahdi Muhammad                                          |          | 1939–       | 1991      | 27 January 1991   | 3 January 1997                 | USC                                       |
|  | Mohamed Farrah Aidid                                        |          | 1934— 1996  |           | 3 January 1995    | 1 August 1996                  | Independent                               |
|  | Hussein Farrah Aidid                                        |          | 1962 —      |           | 1 August 1996     | 20 March 1998                  | Independent                               |
|  | Somali National Alliance                                    |          | —           |           | 20 March 1998     | 2000                           | Co-Chairmen of National Salvation Council |
|  | Somalia Reconciliation and Restoration Council              |          | —           |           | 2000              | 27 August 2000                 | Independent                               |
|  | • Transitional National Government of Somalia (2000–2004) • |          |             |           |                   |                                |                                           |
|  | Mohamed Abshir Muse                                         |          | 1926 – 2017 |           | 13 August 2000    | 22 August 2000                 | Independent                               |
|  | Abdallah Isaaq Deerow                                       |          | 1950–2006   |           | 22 August 2000    | 27 August 2000                 | Independent                               |
|  | Abdiqasim Salad                                             |          | 1941–       | 2000      | 27 August 2000    | 1 July 2003                    | Independent                               |
|  | Abdinur Darman                                              |          | 1953–       |           | 1 July 2003       | 14 October 2003                | Independent                               |
|  | Abdiqasim Salad                                             |          | 1941–       |           | 14 October 2003   | 14 October 2004                | Independent                               |
|  | • Transitional Federal Government of Somalia (2004–2012) •  |          |             |           |                   |                                |                                           |
|  | Abdullahi Yusuf Ahmed                                       |          | 1934–2012   | 2004      | 14 October 2004   | 29 December 2008 (Resigned)    | Independent                               |
|  | Sharif Sheikh Ahmed                                         |          | 1964–       |           | 5 June 2006       | 29June 2006                    | Islamic Courts Union                      |
|  | Hassan Dahir Aweys                                          |          | 1935—       |           | 29 June 2006      | 29 December 2006               | Islamic Courts Union                      |
|  | Aden Madobe Acting President                                |          | 1957–       | —         | 29 December 2008  | 31 January 2009                | RRA                                       |
|  | Sharif Sheikh Ahmed                                         |          | 1964–       | 2009      | 31 January 2009   | 20 August 2012                 | ARS                                       |
|  | • Federal Republic of Somalia (2012–present) •              |          |             |           |                   |                                |                                           |
|  | Muse Hassan Sheikh Sayid Abdulle Acting President           |          | 1939–       | —         | 20 August 2012    | 28 August 2012                 | Independent                               |
|  | Mohamed Osman Jawari Acting President                       |          | 1945–2024   | —         | 28 August 2012    | 16 September 2012              | Independent                               |
|  | Hassan Sheikh Mohamud                                       |          | 1955–       | 2012      | 16 September 2012 | 16 February 2017               | PDP                                       |
|  | Mohamed Abdullahi Mohamed                                   |          | 1962–       | 2017      | 16 February 2017  | 16 February 2021               | TPP                                       |
|  | Hassan Sheikh Mohamud                                       |          | 1955–       | 2021      | 16 February 2021  | 16 February 2022               | PDP                                       |
|  | Hassan Sheikh Mohamud                                       |          | 1955–       | 2022      | 16 February 2022  | 6 June 2022                    | PDP                                       |
|  | H.E.Sadia Haji Samatar                                      |          | 1955–       |           | 6 June 2022       | 28 August 2022                 | PDP                                       |
|  | Hassan Sheikh Mohamud                                       |          | 1955–       | —         | 28 August 2022    | Incumbent                      | PDP                                       |